# Else Croner
Else Croner (ur. 4 maja 1878 w Bytomiu jako Else Wollstein, zm. 20 grudnia 1942 w Berlinie) – niemiecka pisarka, pedagożka i intelektualistka, feministka.

## Życiorys
Jej rodzicami byli Martha z domu Schlesinger oraz sędzia okręgowy dr Jakob Wollstein. W 1882 roku rodzina przeniosła się do Wrocławia (ówczesnego Breslau), gdzie Else uczęszczała do szkoły i w 1896 roku zdała egzamin nauczycielski. Należała do pierwszego pokolenia kobiet w Niemczech, które miały możliwość podjęcia studiów uniwersyteckich. W latach 1897–1900 studiowała germanistykę, filozofię i psychologię na Uniwersytecie Wrocławskim. Jej profesorami byli wybitni uczeni: Hermann Ebbinghaus (psychologia) i Friedrich Vogt (germanistyka).
W 1901 roku Else Wollstein wyszła za mąż za doktora Johannesa Cronera, który był ekonomistą, a później radcą archiwalnym. Po ślubie Else przeniosła się wraz z mężem do Berlina. Ich dom w Berlinie stał się popularnym salonem kulturalnym, otwartym zarówno na świat sztuki, jak i na wybitnych badaczy oraz myślicieli. Ich dom był odwiedzany przez wybitnych przedstawicieli różnych środowisk. Johannes Croner zmarł 9 stycznia 1926 roku.
Else Croner pracowała w szkole realnej, która później została przekształcona w Humboldt-Gymnasium. Była również wykładowczynią na Uniwersytecie Humboldtów, gdzie prowadziła wykłady z zakresu psychologii kobiet. Wykłady na ten temat były w tamtym czasie stosunkowo nowym zjawiskiem i cieszyły się dużym zainteresowaniem, przyczyniając się do rozwoju dyskursu akademickiego na temat psychiki kobiet.
Mimo że pochodziła z rodziny żydowskiej, nawróciła się na chrześcijaństwo przed 1934 rokiem. Już w 1925 roku w jej pismach widoczne jest podkreślanie chrześcijańskich doświadczeń religijnych, co wskazuje na jej chrześcijańską tożsamość. Jej wybory publikacyjne, preferujące czasopisma zgodne z ideą „niemieckiej esencji” zamiast prominentnych niemiecko-żydowskich periodyków, również sugerują zmianę tożsamości. Jej konwersja była znaczącym zwrotem w jej życiu, prawdopodobnie pod wpływem ówczesnego klimatu społeczno-politycznego i pragnienia integracji.
Była aktywną pisarką i publicystką. Współpracowała z radiem, które w tamtym czasie było nowym medium o szerokim zasięgu, kierując swoje audycje głównie do kobiet i młodych dziewcząt. W 1911 roku publikowała również pod nazwiskiem Else Croner-Kretschmer. Jej twórczość obejmowała prace popularnonaukowe, monografie, powieści obyczajowe, bajki dla dzieci, poradniki oraz krótkie artykuły prasowe. Poniżej wybrane pozycje z jej twórczości:
| Oryginalny tytuł niemiecki                                                                   | Tytuł polski                                                                                                  | Rok publikacji      | Wydawca                                                |
| Das Tagebuch eines Fräulein Doktor                                                           | Dziennik Panny Doktor                                                                                         | 1908                | Stuttgart/Berlin/Lipsk                                 |
| Die moderne Jüdin (jako Else Croner-Kretschmer)                                              | Współczesna Żydówka                                                                                           | 1913                | Juncker, Berlin                                        |
| Prinzess Irmgard. Roman                                                                      | Księżniczka Irmgarda. Powieść                                                                                 | 1915                | Janke, Berlin                                          |
| Die Büste. Roman                                                                             | Popiersie. Powieść                                                                                            | 1916                | Janke, Berlin                                          |
| Erwachen. Roman                                                                              | Przebudzenie. Powieść                                                                                         | 1918                | Janke, Berlin                                          |
| Veilchen                                                                                     | Fiołki | 1920                | Anton, Berlin                                          |
| Die Psyche der weiblichen Jugend                                                             | Psychika młodzieży żeńskiej                                                                                   | 1923-1935           | Beyer, Langensalza                                     |
| Wege zum Glück: Ein Führer zur Lebensweisheit                                                | Drogi do szczęścia: przewodnik po mądrości życia                                                              | 1928                | Furche-Verl., Berlin                                   |
| Die Frauen-Seele in den Übergangsjahren                                                      | Dusza kobieca w latach przejściowych                                                                          | 1928                | Beyer, Langensalza                                     |
| Fontanes Frauengestalten                                                                     | Postacie kobiece u Fontane’a                                                                                  | 1931                | Beyer, Langensalza                                     |
| Herz-Trost für Trauernde: ein Brevier für Witwen und Leidtragende, Suchende und Verzweifelte | Pocieszenie dla pogrążonych w żałobie: modlitewnik dla wdów i osób cierpiących, poszukujących i zrozpaczonych | 1931                | Baum, Pfullingen                                       |
| Eduard Spranger, Persönlichkeit und Werk                                                     | Eduard Spranger, osobowość i dzieło                                                                           | 1933                | Reuther & Reichard, Berlin                             |
| Der Herr Handelskammer-Syndikus                                                              | Pan syndyk izby handlowej                                                                                     | 1926 (reprint 2004) | Reissner, Drezno (reprint Kramer, Frankfurt nad Menem) |

W 1932 roku ukazało się polskie tłumaczenie jej popularnonaukowej książki Die Psyche der weiblichen Jugend pod tytułem Psychika młodzieży żeńskiej.
Pomimo konwersji na chrześcijaństwo, po dojściu nazistów do władzy w 1933 roku Else Croner, ze względu na swoje żydowskie pochodzenie, została pozbawiona praw obywatelskich. Uniemożliwiono jej kontynuowanie działalności zawodowej i pozbawiono środków do życia. Osamotniona i pogrążona w rozpaczy zwątpiła w sens życia. W 1942 roku, w wieku 64 lat, zagrożona deportacją, popełniła samobójstwo. Zmarła 20 grudnia 1942 roku w szpitalu żydowskim w Berlinie-Wedding.

## Dziedzictwo i pamięć
Mimo bogatej spuścizny literackiej i naukowej oraz przynależności do berlińskiej elity społecznej i intelektualnej przez trzy dekady, pamięć o Else Croner została niemal całkowicie wyparta zarówno w Niemczech, jak i w Polsce. Istnieją jednak inicjatywy i publikacje mające na celu przywrócenie pamięci o Else Croner i jej twórczości w obu krajach. W 2018 roku była bohaterką wystawy zatytułowanej „Tożsamości kobiet żydowskich” przygotowanej przez Synagogę pod Białym Bocianem we Wrocławiu. W 2022 roku Dom Pamięci Żydów Górnośląskich w Gliwicach uczcił jej pamięć cyklem spotkań „Nieopowiedziane. Opowieści o Żydach z Górnego Śląska”, podczas którego Izabella Kühnel wygłosiła wykład „Else Croner – między żydowską tradycją a walką o równouprawnienie dziewcząt i kobiet”. Muzeum w Gliwicach zorganizowało w kwietniu 2025 roku wykład poświęcony tragicznemu losowi Else Croner jako żydowskiej pisarki z Bytomia, emancypantki i pionierki nowego myślenia o roli kobiet i wychowaniu dziewcząt.